# Sijuk (plaats)
Sijuk is een bestuurslaag in het regentschap Belitung van de provincie Bangka-Belitung, Indonesië. Sijuk telt 4450 inwoners (volkstelling 2010).